# Campeonato Goiano de Futebol de 1944
O Campeonato Goiano de Futebol de 1944, originalmente denominado Campeonato Goianiense pela FGF, foi a terceira edição do Campeonato Goianiense e a primeira a ser reconhecida como estadual. O Atlético Goianiense, após vencer o Goiânia na última rodada, sagrou-se campeão goiano pela primeira vez.
Esta edição contou com a participação de cinco clubes. O campeão Atlético Goianiense disputou quatro partidas, com quatro vitórias, 23 gols a favor e 4 contra, tendo seu atacante Ari com 8 gols sido o artilheiro da competição.
Apesar de sua importância, e de seu vencedor ser considerado o campeão goiano já na época de sua disputa por alguns órgãos de imprensa, o torneio era oficialmente um campeonato da cidade de Goiânia. O Campeonato Goiano Amador só foi ter sua primeira edição em 1948. Apesar disso, esta edição passou a ser considerada a primeira edição do Campeonato Goiano, mesmo existindo dois torneios anteriores e os Campeonatos Goianos Amadores.

## História
O Campeonato Goianiense de 1944 foi a terceira edição da competição municipal de clubes de futebol filiados a FGF. Apesar do certame ter sido instituído em 1940 pela FGF com a finalidade de apontar o clube campeão goianiense da temporada, a primeira edição a ser reconhecida como estadual foi a de 1944.

## Torneio Início
O Atlético Goianiense foi campeão do torneio, pela primeira vez, ao reivindicar o título do Goiânia no tribunal devido ao Carijó utilizar o goleiro Paulista que pertencia ao rubro-negro.

### Premiação
| Torneio Início Goiano 1944              |
| --------------------------------------- |
| Atlético Goianiense Campeão (1º título) |

## Regulamento
O Campeonato Goianiense de 1944 foi disputada por cinco clubes em turno único. Todos os clubes jogam entre si uma única vez, sendo declarado campeão goianiense o clube que obtiver o maior número de pontos após as 9 rodadas.

## Participantes
| Equipe                 | Cidade  | Em 1943 | Participação[a] | Títulos[c]         |
| ---------------------- | ------- | ------- | --------------- | ------------------ |
| Atlético Goianiense[b] | Goiânia | 4º      | 2ª/1ª           | 0 (não possui)     |
| Campinas               | Goiânia | NP      | 2ª/1ª           | 0 (não possui)     |
| Goiânia                | Goiânia | 1º      | 3ª/1ª           | 2 (último em 1943) |
| Goiás                  | Goiânia | 3º      | 2ª/1ª           | 0 (não possui)     |
| Vila Nova              | Goiânia | 5º      | 2ª/1ª           | 0 (não possui)     |

OBS: A. ^  Do lado esquerdo contando com as edições do Campeonato Goianiense e da direita do Campeonato Goiano.
B. ^  O Atlético Goianiense abandonou o Campeonato Goianiense de 1940. Assim, sua participação na edição foi anulada.
C. ^  Estão sendo contabilizados os títulos Goianiense do Goiânia.

## Sede

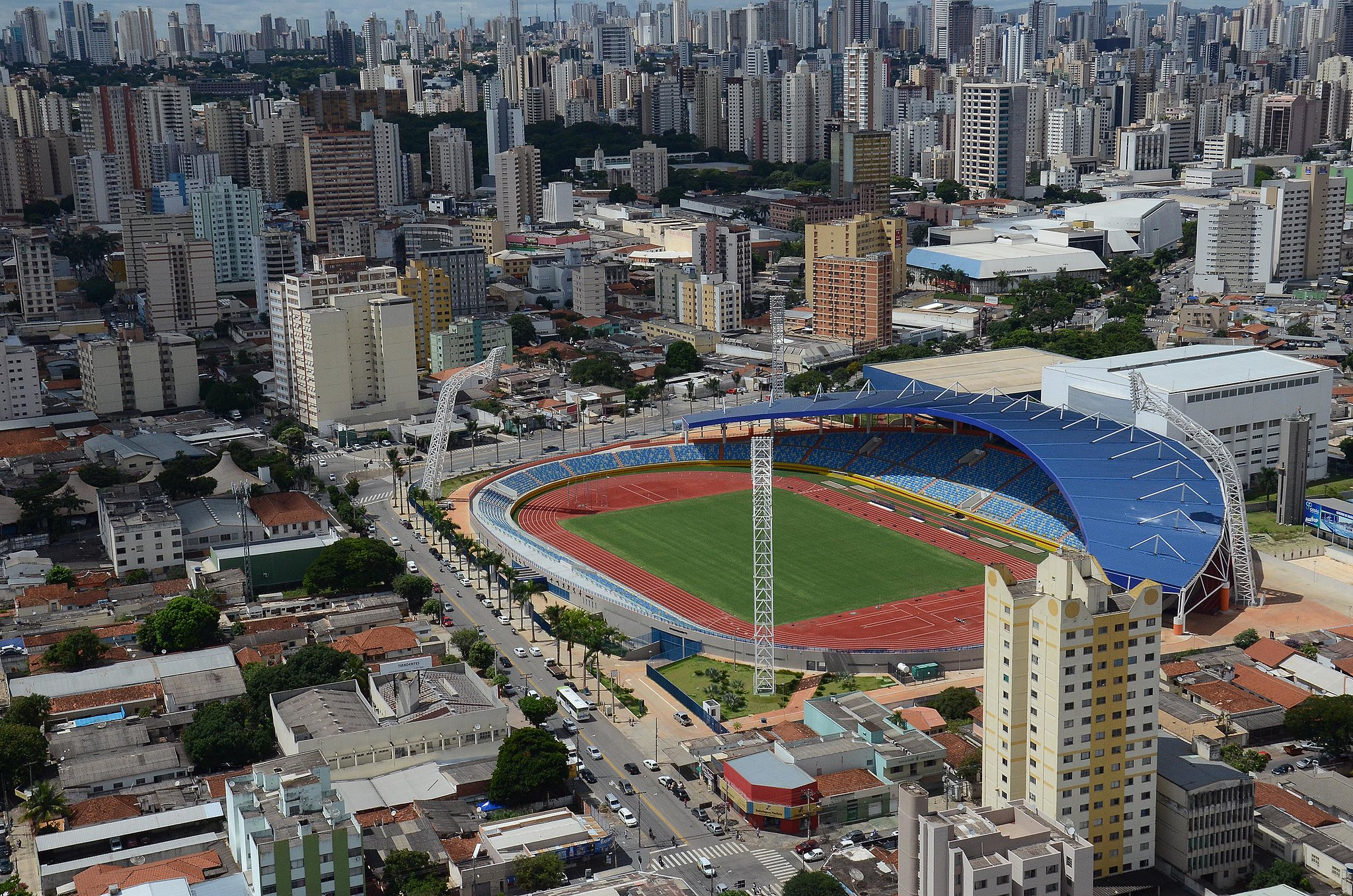
O Estádio Pedro Ludovico foi designado como palco para as partidas do campeonato.

O Campeonato Goianiense de 1944 teve como sede o Estádio Pedro Ludovico, também conhecido como Estádio Oficial. Todos os clubes disputaram suas partidas neste campo.

## Classificação
| Pos | Equipe              | PG | J | V | E | D | GP | GS | SG  | AP    |
| --- | ------------------- | -- | - | - | - | - | -- | -- | --- | ----- |
| 1   | Atlético Goianiense | 8  | 4 | 4 | 0 | 0 | 23 | 4  | +19 | 100.0 |
| 2   | Goiânia             | 6  | 4 | 3 | 0 | 1 | 15 | 6  | +9  | 75.0  |
| 3   | Goiás               | 4  | 4 | 2 | 0 | 2 | 14 | 6  | +8  | 50.0  |
| 4   | Vila Nova           | 2  | 4 | 1 | 0 | 3 | 5  | 19 | -14 | 25.0  |
| 5   | Campinas            | 0  | 4 | 0 | 0 | 4 | 3  | 25 | -22 | 0.0   |

### Confrontos
Fonte:
| 9 de julho de 1944 | Goiânia     | 1 – 0  | Goiás | Estádio Pedro Ludovico Teixeira, Goiânia |
| 15:00              | Navarra 49' | Súmula |       | Renda: Cr$ 249,00 Árbitro: Abílio Lopes  |

| 16 de julho de 1944 | Atlético Goianiense | 11 – 0 | Vila Nova | Estádio Pedro Ludovico Teixeira, Goiânia |
|                     |                     | Súmula |           |                                          |

| 23 de julho de 1944 | Goiás                                             | 9 – 1  | Campinas    | Estádio Pedro Ludovico Teixeira, Goiânia |
|                     | Lampeão , · Brás 15' · Baiano 32' · Goiá , · Amim | Súmula | 30' Manduca | Renda: Cr$ 129,00                        |

| 30 de julho de 1944 | Vila Nova | 3 – 1  | Campinas | Estádio Pedro Ludovico Teixeira, Goiânia |
|                     |           | Súmula |          |                                          |

| 6 de agosto de 1944 | Vila Nova      | 1 – 3  | Goiás                | Estádio Pedro Ludovico Teixeira, Goiânia |
| 15:30               | Pé de Ouro 83' | Súmula | , 66' Goiá · Lampeão | Renda: Cr$ 163,00 Árbitro: Tupã          |

| 13 de agosto de 1944 | Atlético Goianiense | 5 – 0  | Campinas | Estádio Pedro Ludovico Teixeira, Goiânia |
|                      |                     | Súmula |          |                                          |

| 20 de agosto de 1944 | Goiânia | 4 – 1  | Vila Nova | Estádio Pedro Ludovico Teixeira, Goiânia |
|                      |         | Súmula |           |                                          |

| 12 de novembro de 1944 | Goiânia | 8 – 1  | Campinas | Estádio Pedro Ludovico Teixeira, Goiânia |
| 14:30                  |         | Súmula |          |                                          |

| 12 de novembro de 1944 | Goiás                      | 2 – 3  | Atlético Goianiense     | Estádio Pedro Ludovico Teixeira, Goiânia |
| 16:15                  | Washington 28' · Quelé 61' | Súmula | 12', 75' Ari · 79' Pixo | Árbitro: Sebastião Costa                 |

- O Goiás abandonou o jogo aos 34 minutos do segundo tempo por descontentamento com o árbitro.

| 19 de novembro de 1944 | Goiânia                           | 2 – 4  | Atlético Goianiense                | Estádio Pedro Ludovico Teixeira, Goiânia |
| 15:30                  | Pequetito 15' · Célio Bizzoto 70' | Súmula | 20' Cacildo · 25', Dido · 45' Néri | Árbitro: Abílio Lopes                    |

## Premiação
| Campeonato Goiano de 1944               |
| --------------------------------------- |
| Atlético Goianiense Campeão (1º título) |

| Campeonato Goianiense de 1944           |
| --------------------------------------- |
| Atlético Goianiense Campeão (1º título) |

## Estatísticas
Atualizado até 10 de abril de 2024

### Artilharia
| Pos. | Jogador | Equipe              | Gols |
| ---- | ------- | ------------------- | ---- |
| 1    | Ari     | Atlético Goianiense | 8    |

### Poker-trick
| Jogador | Clube | Adversário | Placar  | Data        | Ref.  |
| ------- | ----- | ---------- | ------- | ----------- | ----- |
| Lampeão | Goiás | Campinas   | 9–1 (C) | 23 de julho | [ 8 ] |